# Ambassade de Norvège en Russie
L'ambassade de Norvège en Russie est la représentation diplomatique du royaume de Norvège auprès de la fédération de Russie. Elle est sise au numéro 7 de la rue Povarskaïa (ru) à Moscou, la capitale russe. L'ambassadeur actuellement en poste est, depuis 2013, Leidulv Namtvedt.

## Ambassadeurs de Norvège en Russie
- 1906-1918 : Nikolai Prebensen (en)
- 1924-1939 : Andreas Tostrup Urbye
- 1939-1941 : Einar Maseng (en)
- 1942-1946 : Rolf Andvord (en)
- 1946-1949 : Hans Christian Berg (no)
- 1949-1951 : Carsten Jacob Helgeby (no)
- 1951-1953 : Jens Schive (en)
- 1954-1958 : Erik Braadland (en)
- 1958-1961 : Oscar Christian Gundersen (en)
- 1961-1965 : Frithjof Halvdan Jacobsen (no)
- 1966-1970 : Ivar Lunde (en)
- 1970-1974 : Frithjof Halvdan Jacobsen (no)
- 1975-1979 : Petter Graver (en)
- 1979-1985 : Dagfinn Stenseth (en)
- 1985-1990 : Olav Bucher-Johannessen (en)
- 1990-1994 : Dagfinn Stenseth (en)
- 1994-1999 : Per Tresselt (en)
- 2000-2008 : Øyvind Nordsletten (en)
- 2008-2013 : Knut Hauge (en)
- depuis 2013 : Leidulv Namtvedt (en)